# Thập niên 1110
Thập niên 1110 là thập niên diễn ra từ năm 1110 đến 1119.